# Protèle
Proteles cristata
Sous-famille
Genre
Espèce
Statut de conservation UICN

 LC  : Préoccupation mineure
Répartition géographique
Statut CITES
Le Protèle (Proteles cristata), aussi connu sous le nom de loup fouisseur, est un mammifère de la famille des Hyaenidae. C'est la seule espèce du genre Proteles et de la sous-famille Protelinae.

## Étymologie
Le nom protèle vient du grec προτελής (προ-τελής) qui signifie "complet à l'avant", car les membres antérieurs de l'animal comportent cinq doigts complets.

## Description

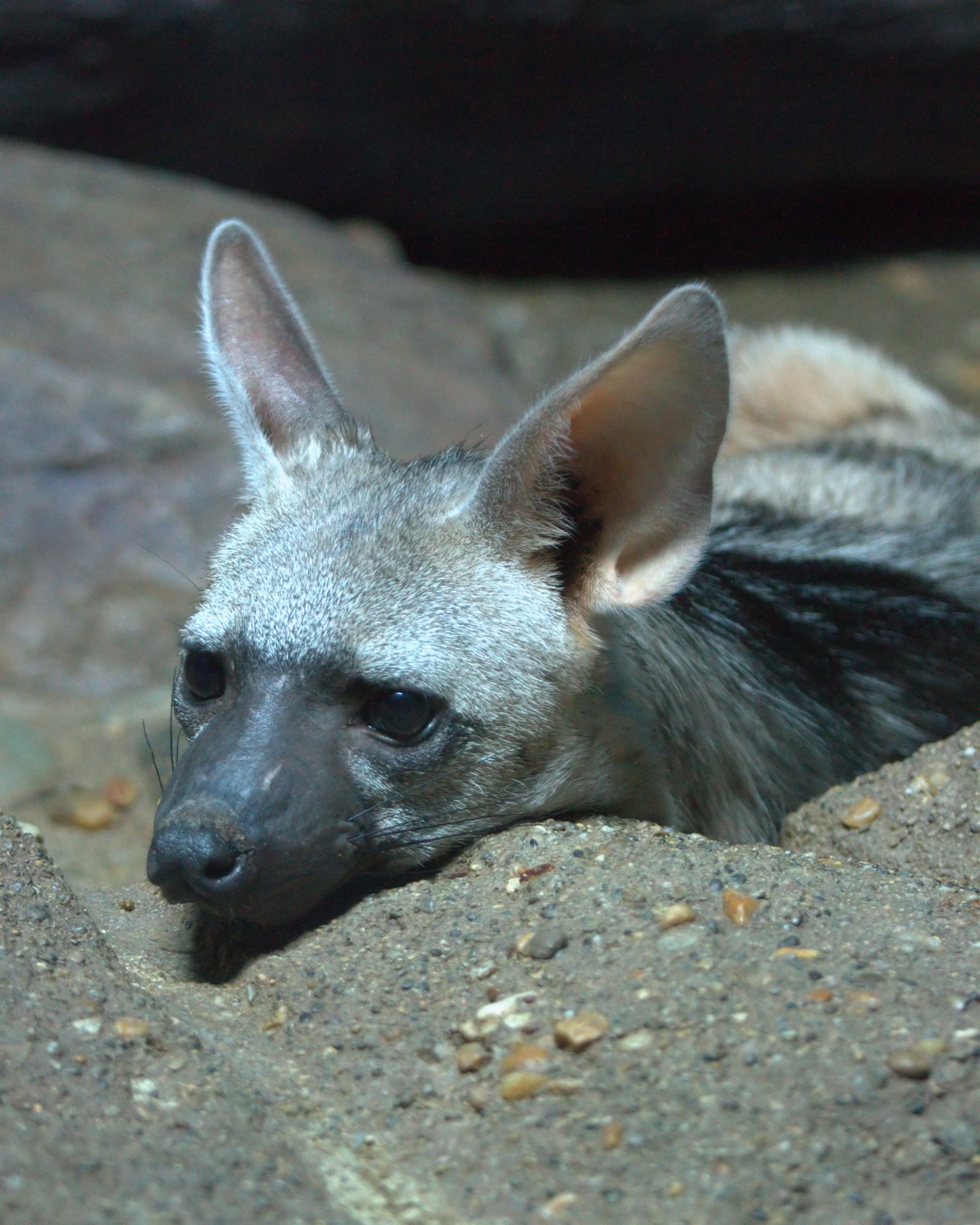
Protèle montrant la rotation d'oreille développée

Protèle (Proteles cristata)
- Localisation : Du nord de l'Afrique du Sud jusqu'à l'Angola et le sud de la Zambie, Afrique orientale, du centre de la Tanzanie au nord-est du Soudan.
- Habitat : Régions découvertes et prairies, savanes, régions buissonneuses et rocheuses.
- Dimensions : longueur 85 à 105 cm, hauteur 40 à 50 cm, poids 8 à 12 kg.
- Pelage : chamois, blanc jaunâtre ou roux (imitant les hautes herbes sèches), crinière et rayures noires dorsales jusqu'au bout de la queue, 3 bandes noires verticales sur le corps, une à deux raies transversales sur la zone antérieure et la postérieure, traits horizontaux irréguliers sur les pattes, plus sombres vers les pieds, gorge et dessous plus pâle, le cou a parfois des taches ou des raies noires, sous-poil laineux mêlé à un poil protecteur rêche.
- Gestation : 59 à 61 jours.
- Longévité : jusqu'à 13 ans en captivité.

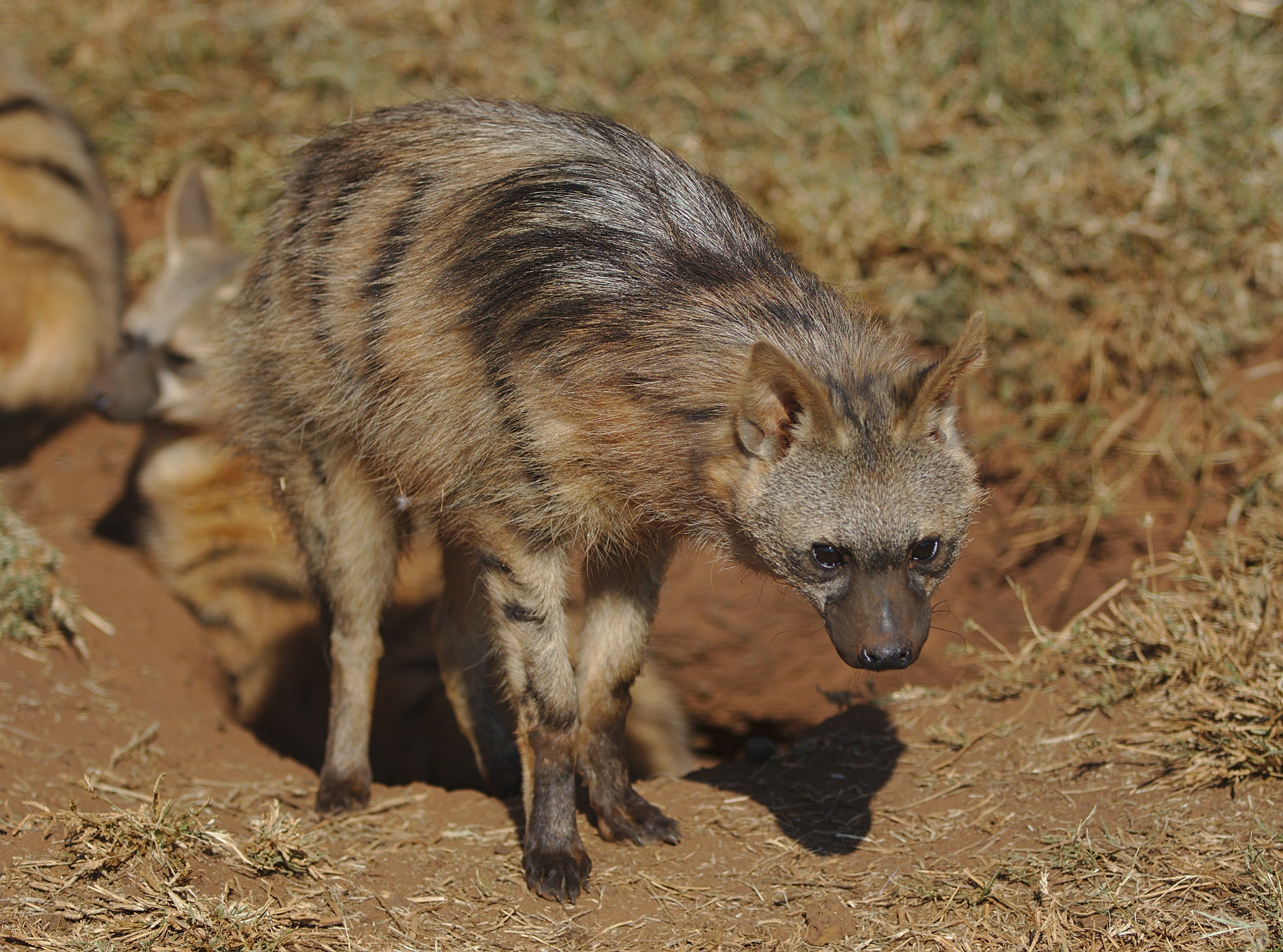
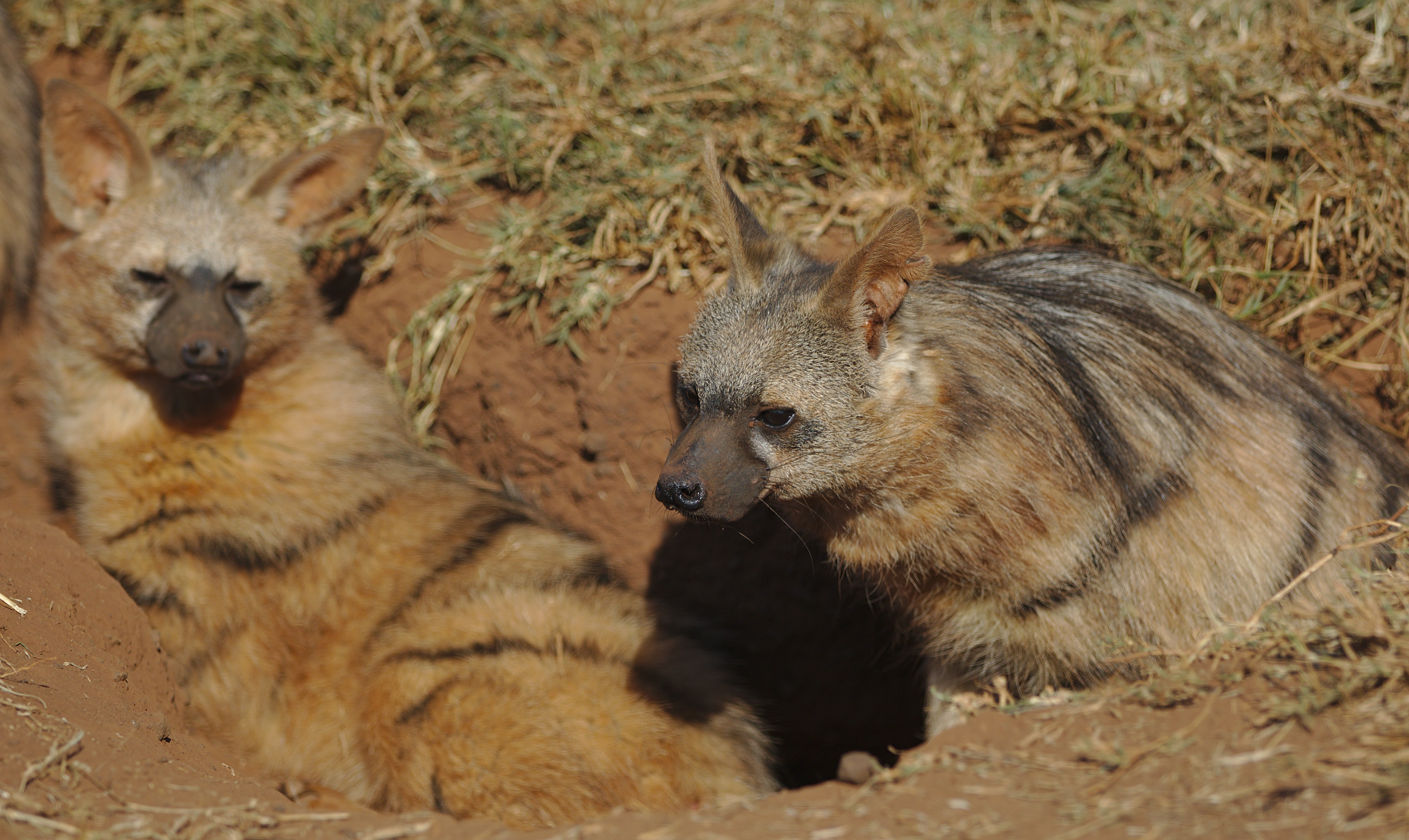
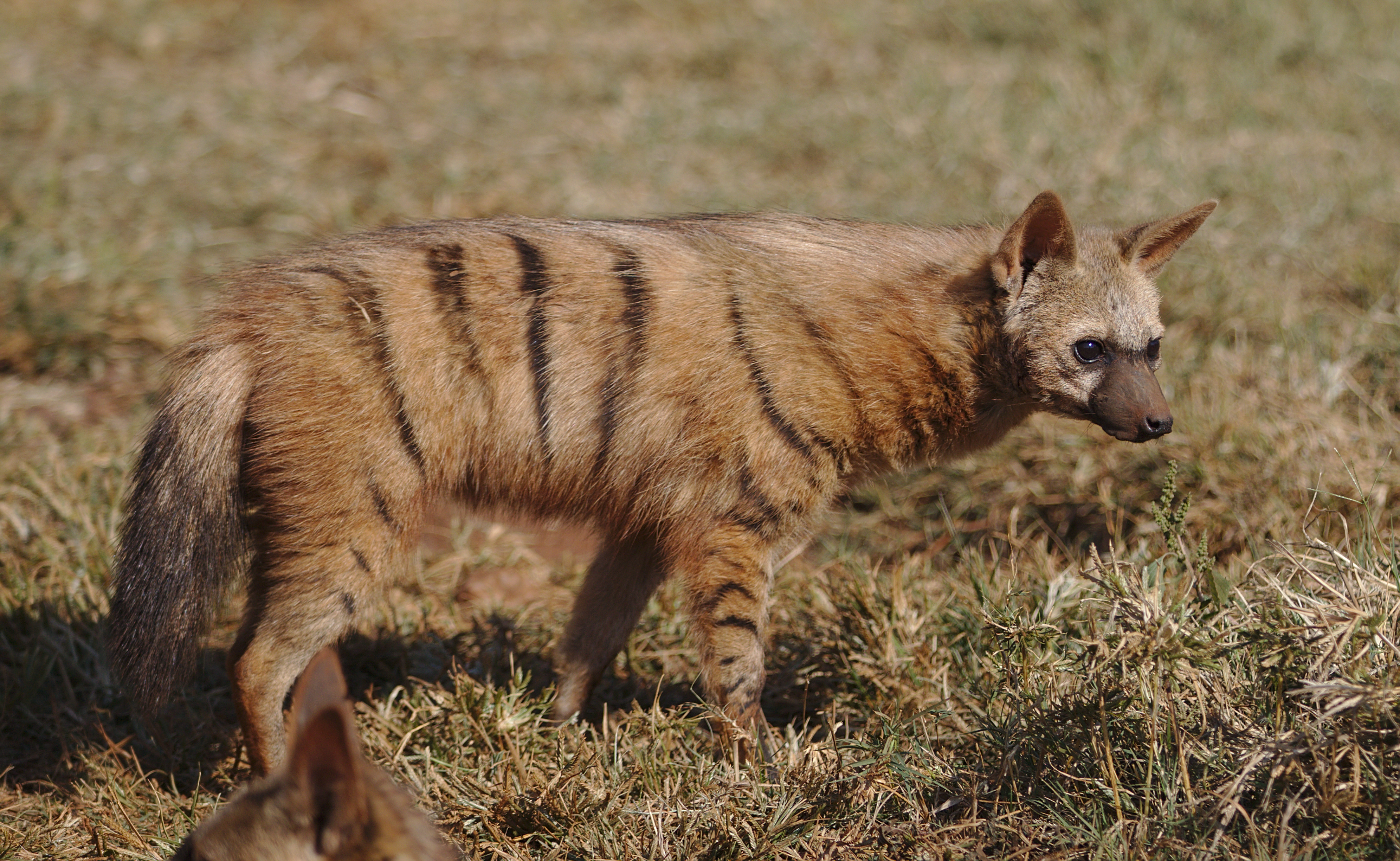
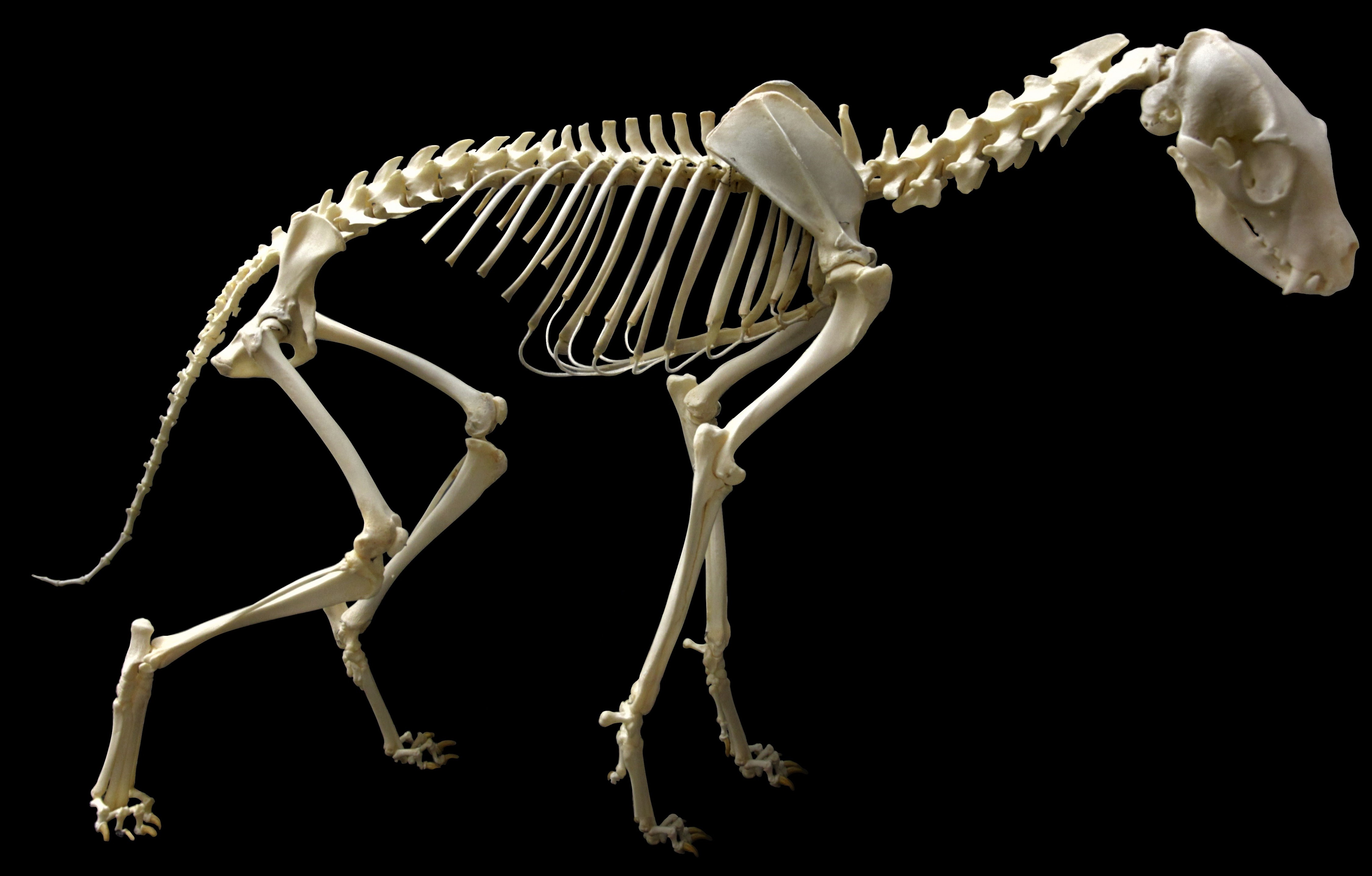
Squelette[1].
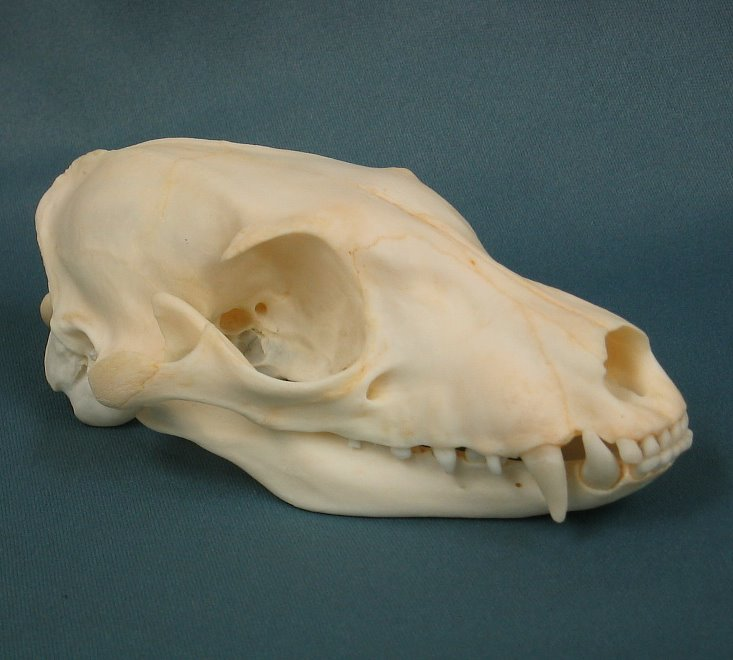
Crâne.

## Alimentation
Le protèle est un animal farouche et nocturne, rarement observé dans la nature. Il se nourrit essentiellement de termites moissonneurs (Trinervitermes sp.). Il semble repérer ses proies au son mais l'odeur exhalée par les termites soldats pour se défendre lui fournit certainement une aide complémentaire. Les termites sont léchés par de rapides mouvements de sa longue langue, recouverte d'une salive collante.
Le comportement du protèle est en relation avec sa dépendance aux termites. Pendant la plus grande partie de l'année, ses périodes d'activité sont calquées sur celles des termites moissonneurs, qui émergent le soir et la nuit car ne supportant pas la lumière directe du soleil à cause de leur faible pigmentation. Le protèle est l'un des rares mammifères à supporter les composés chimiques projetés par les soldats et donc à consommer ces espèces. Certains événements climatiques (arrivée de la saison des pluies, abaissement de la température dans l'hiver tempéré d'Afrique australe) semblent limiter leur activité et le protèle trouve alors une solution de rechange avec le grand termite moissonneur (Hodotermes mossambicus) qui, lui, supporte la lumière du soleil et se rencontre donc dans la journée. Le protèle consomme à l'occasion des insectes autres que les termites ou les fourmis, voire de petits mammifères, des oisillons et des charognes mais il s'agit d'un phénomène mineur.

## Comportement social
Étant donné le fait que les termites moissonneurs se déplacent en petites colonies denses isolées, les protèles sont des chasseurs solitaires. Un couple occupe généralement un territoire de 1 à 2 km2, en compagnie de leur dernière progéniture. Les intrus sont repoussés jusqu'à 400 m et des combats sérieux peuvent éclater quand le visiteur est rattrapé, notamment lors de la saison des amours.
Lorsque la nourriture se fait abondante, le système territorial s'assouplit et plusieurs individus peuvent alors fourrager sur le même domaine sans conflits sérieux.
Excepté les rencontres agressives, le territoire est défendu par un système de marques (petites taches noires de 5 mm déposées sur les graminées par des glandes anales), renouvelées fréquemment (jusqu'à 120 marques en deux heures). Une famille de protèles possède éparpillés sur son territoire une dizaine de tanières et autant de lieux de défécation, petites excavations creusées dans le sol.
Le terrier peut être celui d'un oryctérope ou d'un porc-épic ou un creux de rocher mais il s'agit le plus souvent d'une excavation que le protèle a creusé lui-même ou terrier élargi de lièvre sauteur. Les protèles utilisent seulement un ou deux terriers à la fois, mais déménagent fréquemment (au bout d'un mois à six semaines). Par temps frais, ils s'enfoncent dans la tanière pour y dormir quelques heures après le coucher du soleil, l'été ils se reposent la nuit à l'entrée du terrier, y descendant pendant la journée. Malgré le système territorial strict, de nombreux mâles circulent dans les territoires adjacents au leur, notamment pendant la période de reproduction.
Les petits, généralement deux à quatre, naissent au printemps ou en été. Leurs yeux sont ouverts, mais ils sont sans défense et restent six à huit semaines dans la tanière avant de sortir. Le mâle peut alors les surveiller six heures durant pendant que la femelle est partie fourrager. Vers l'âge de trois mois, les jeunes commencent à récolter des termites sous l'œil de leurs parents ; dès quatre mois, ils peuvent fourrager seuls la nuit. Les jeunes dorment dans la même tanière que leur mère, le mâle étant avec eux ou dans un autre abri.
Au début de la saison des amours suivante, les juvéniles s'aventurent souvent au-delà du territoire de leurs parents et lorsque la nouvelle progéniture commence à fourrager loin de la tanière, ils ont généralement quitté la région.

### Sous-famille Protelinae
- (en) CITES : Proteles cristata (Sparrman, 1783)  (+ répartition sur Species+) (consulté le 30 mai 2015)
- (fr + en) ITIS : Protelinae  I. Geoffroy Saint-Hilaire, 1851 Non valide
- (fr + en) ITIS : Hyaenidae  Gray, 1821

### GenreProteles
- (en) Mammal Species of the World (3e  éd., 2005) : Proteles  I. Geoffroy Saint-Hilaire, 1824
- (en) Catalogue of Life : Proteles I. Geoffroy Saint-Hilaire, 1824 (consulté le 11 décembre 2020)
- (en) Paleobiology Database : Proteles  Geoffroy Saint-Hilaire 1824
- (fr + en) ITIS : Proteles  I. Geoffroy Saint-Hilaire, 1824
- (en) Animal Diversity Web : Proteles
- (en) NCBI : Proteles (taxons inclus)
- (fr + en) CITES : genre Proteles (sur le site de l’UNEP-WCMC)

### Espèce sous le nomProteles cristatus
- (fr + en) ITIS : Proteles cristatus  (Sparrman, 1783) Non valide
- (fr) CITES : taxon  Proteles cristatus (sur le site du ministère français de l'Écologie)

### Espèce sous le nomProteles cristata
- (en) Mammal Species of the World (3e  éd., 2005) : Proteles cristata  Sparrman, 1783
- (en) Catalogue of Life : Proteles cristata (Sparrman, 1783) (consulté le 15 décembre 2020)
- (fr + en) ITIS : Proteles cristata  (Sparrman, 1783)
- (en) NCBI : Proteles cristata (taxons inclus)
- (en) Animal Diversity Web : Proteles cristata
- (en) UICN : espèce Proteles cristata (Sparrman, 1783) (consulté le 30 mai 2015)